# Abu Faraj, Hama
Abu Faraj, Hama (tiếng Ả Rập: أبو فرج) là một ngôi làng Syria nằm ở phó huyện Tell Salhab ở huyện Al-Suqaylabiyah, Hama. Theo Cục Thống kê Trung ương Syria (CBS), Abu Faraj, Hama có dân số 834 trong cuộc điều tra dân số năm 2004.